# Кирьяринта, Ялмар Фридрихович
Ялмар Фридрихович Кирьяринта (4 апреля 1881, Кяркёля — 8 января 1938, Ленинград) — советский и финский учитель, журналист и член парламента. Кирьяринта был членом парламента от группы СДПФ с 1908 по 1910 год и первым председателем Финского социал-демократического союза молодежи (ССН) с 1906 по 1907 год. Он был избран депутатом парламента от восточного избирательного округа округа Вааса.

## Биография
В юности Кирьяринта работал плотником, медником и изготовителем пластинок. Он учился на семинарах университета Йювяскюля и преподавал ученикам начальной школы в Куолемаярви и Хельсинки.
Также вёл профсоюзную и газетно-партийную работу. Кирьяринта работал спикером СДП и помощником партийного секретаря с 1906 по 1907 год и главным редактором Sorretun Voima в Йювяскюля с 1907 по 1911 год, а также был избран депутатом на парламентских выборах 1908 года, пока не был заключен в тюрьму на шестимесячный  за оскорбление величества (то есть оскорбление императора или его семьи). После освобождения он продолжал работать секретарем Социал-демократического союза молодежи и Финского рабочего союза и журналистом газеты «Työ» в Выборге.
В 1918 году Кирьяринта переехал в Советскую Россию. В 1930-е годы работал учителем физики в Ленинградской финской школе и преподавателем военных предметов в Ленинградском институте путей сообщения.
К концу жизни Кирьяринта жил на пенсии на станции Левашово. Был арестован в октябре 1937 года, приговорен к смертной казни по обвинению в контрреволюционной деятельности и расстрелян.

## Семья
Сын — Яли Ялмарович Кирьяринта (1908—1938) — преподаватель Финско-эстонского техникума на ст. Всеволожская Ленинградской области. В ходе репрессий был арестован и расстрелян.